# La Stanitsa
Pour les articles homonymes, voir Stanitsa (homonymie).

La Stanitsa (en russe : Станица) est une série télévisée de la télévision russe en douze épisodes qui a démarré sur les écrans le 2 septembre 2013. Elle a été réalisée par Vladimir Chevelkov. La stanitsa est le nom que l'on donne aux villages défensifs caucasiens qui ont été construits sous l'Empire russe pour regrouper les populations locales sous la protection des forces cosaques.

## Synopsis
Dans une stanitsa du Kouban du nom de Lochtchinskaïa, dans le Caucase russe, c'est le clan des Volkov qui fait la loi et non pas les organes de sécurité de l'État. À la tête de ce clan se trouve Nadejda Alexeïevna Volkova qui dirige ses fils, Nicolas et Serge. Ne dédaignant des méthodes telles que les pots-de-vin, l'extorsion de fonds, le chantage, la menace, l'enlèvement et même le meurtre, les Volkov et leurs affidés contrôlent les entreprises locales, la police, les organes judiciaires locaux, les commissions électorales, etc.
Mais tout change en 2010 avec l'arrivée de la belle Marina Gorobiets, fraîchement divorcée, ancienne directrice d'une entreprise laitière d'un district voisin, actuellement au chômage. Elle est dans la plénitude de sa beauté.

## Distribution
- Nina Oussatova : Nadejda Alexeïevna Volkova, la « marraine »
- Maxime Drozd: Nikolaï Volkov
- Pavel Trubiner: Sergueï Volkov
- Maria Choukchina: Marina Gorobiets
- Sergueï Nikonenko: Vladislav Mitrophanovitch Volkov
- Evgueni Sidikhine: Fiodor Gorobiets, l'ex-mari de Marina
- Nikolaï Dobrynine: Riabokon
- Nikita Salonine: Lazarev
- Maria Baïeva: Nioura Osseneva
- Alexandra Loupachko: Sveta Gorobiets, 15 ans, la fille de Marina et Fiodor
- Vladimir Kapoustine: Stepan Korolev
- Alexandre Voïevodine: Vassili Loukitch
- Ivan Kokorine: Liocha Yakimenko
- Dmitri Koulitchkov: Pavel Berejnoï

## Fiche technique
- Production : Igor Tolstounov
- Réalisation : Vladimir Chevelkov
- Opérateur : Alexandre Chtchourok
- Scénario : Vitaly Mostalenko
- Studio de production : Profit
- Chaîne de télévision : Inter

## Source
- http://www.profitkino.ru/projects/soaps/detail.php?ID=918